# Stephan Wagner (Regisseur)

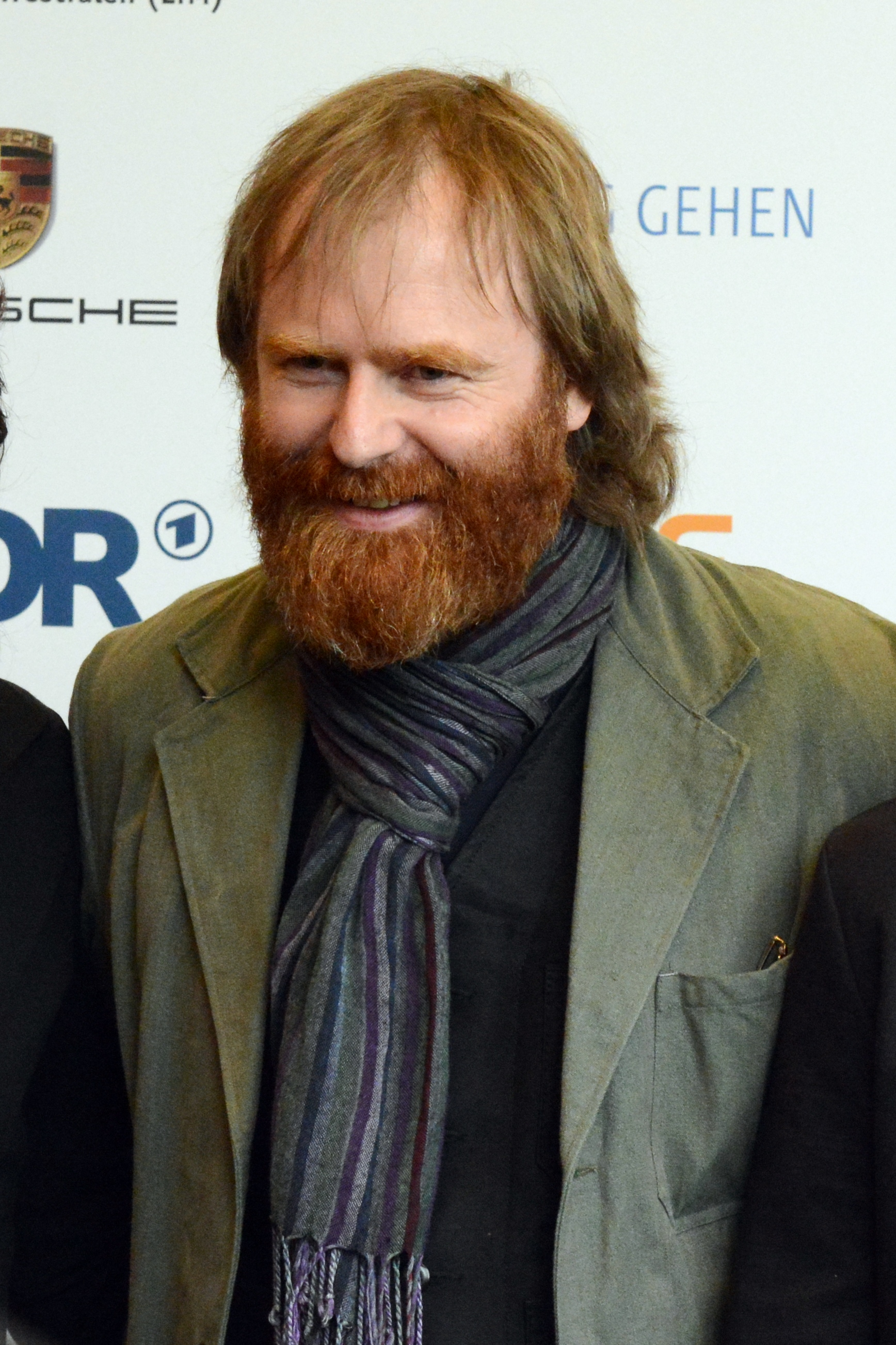
Stephan Wagner bei der Verleihung des Grimme-Preises 2014

Stephan Wagner (Pseudonym: Gunnar Wanne-Eickel; * 15. November 1968 in Mainz) ist ein deutscher Film- und Fernsehregisseur und Drehbuchautor.

## Leben
Stephan Wagner wurde geboren als Sohn des Mikrobiologen Hermann Wagner. Er besuchte ab 1978 in Mainz das Rabanus-Maurus-Gymnasium, wo er 1987 Abitur machte. 1989 zog er nach Österreich. Dort nahm er 1990 das Studium in den Klassen Filmregie und Drehbuch an der Hochschule für Musik und darstellende Kunst, Abteilung Film & Fernsehen (Filmakademie Wien) in Wien auf. Seine in diesem Zeitraum entstandenen Kurzfilme wurden auf zahlreichen internationalen Filmfestivals gezeigt. Höhepunkt war 1998 die Einladung seines Abschlussfilms Der Hausbesorger oder ein kurzer Film über die Ordnung in den Wettbewerb der Semaine de la Critique der Internationalen Filmfestspiele von Cannes.
Zugleich arbeitete er als Regieassistent bei Peter Patzak. 1996 schloss er das Studium der Filmregie als Magister artium mit Auszeichnung ab. Seither betätigte er sich als Drehbuchautor, Produzent und vor allem als Regisseur. 1998 entstand sein Kinodebüt Kubanisch rauchen mit Simon Licht, Thomas Morris und Seymour Cassel in den Hauptrollen. Hier war er auch erstmals für den Filmschnitt verantwortlich. Um im Abspann nicht mehrmals vertreten zu sein, legte er sich das Pseudonym Gunnar Wanne-Eickel zu. 1999 kehrte er nach Deutschland zurück. Von hier an wurde er auch für das Fernsehen tätig.
Für seinen Film Dienstreise – Was für eine Nacht erhielt er 2004 den Adolf-Grimme-Preis in der Kategorie Fiktion und Unterhaltung, gemeinsam mit den Schauspielern Christoph Waltz und Armin Rohde. 2013 erhielt er einen zweiten Grimme-Preis für Der Fall Jakob von Metzler, gemeinsam mit dem Schauspieler Robert Atzorn und dem Drehbuchautor Jochen Bitzer. Den dritten Grimme-Preis erhielt er 2014 für Mord in Eberswalde gemeinsam mit den Schauspielern Ronald Zehrfeld, Florian Panzner sowie dem Autor Holger Karsten Schmidt und der Szenenbildnerin Zazie Knepper. Nominiert zum Adolf-Grimme-Preis waren außerdem die Filme Wie krieg ich meine Mutter groß? (2005), In Sachen Kaminski (2006), Mütter Väter Kinder (2009) und Polizeiruf 110 – Klick gemacht (2010), Lösegeld (2013) sowie Zwei allein (2015). Daneben wurde Stephan Wagner 2006 für In Sachen Kaminski mit dem Medienpreis Bobby der Lebenshilfe und 2007 mit dem 3sat-Zuschauerpreis des Fernsehfilm-Festivals Baden-Baden für Einsatz in Hamburg – die letzte Prüfung ausgezeichnet. 2009 wurden Drehbuchautor Christian Jeltsch für das Drehbuch und Stephan Wagner für die Regie des Polizeiruf 110 – Klick gemacht mit dem Goldenen Gong ausgezeichnet. 2020 erhielt er gemeinsam mit Alexander van Dülmen eine Auszeichnung der Deutschen Akademie für Fernsehen in der Kategorie „Produzent“ für Die Getriebenen.
Stephan Wagner lehrt als Univ.-Professor Darstellung im Film und Fernsehen an der Musik und Kunst Privatuniversität der Stadt Wien. Wagner ist Mitglied im Bundesverband Regie, wo er vom Februar 2005 bis Oktober 2018 in den Vorstand gewählt wurde, als auch Mitglied der Deutschen Filmakademie, der Akademie des Österreichischen Films sowie der Deutschen Akademie der Darstellenden Künste. Im Dezember 2010 war er Gründungsmitglied der Deutschen Akademie für Fernsehen, deren stellvertretenden Vorsitz er als Vorstand der Sektion Regie bis Oktober 2013 innehatte. Von 2014 bis Ende 2018 nahm er für den Bundesverband Regie einen Sitz im Verwaltungsrat der Filmförderungsanstalt (FFA) wahr.

## Filmografie (Auswahl)
- 1992: Sushi (Kurzfilm: Regie, Buch, Produktion)
- 1992: Großwildjagd (Kurzfilm: Regie, Buch, Produktion)
- 1995: Nachtbus (Kurzfilm: Regie, Buch, Produktion)
- 1995: Der Taxichauffeur (Dokumentarfilm; Regie, Buch, Co-Schnitt, Produktion)
- 1996: Der Hausbesorger oder ein kurzer Film über die Ordnung (Kurzfilm: Regie, Buch, Produktion)
- 1998: Lexx – The Dark Zone – Lyekka (Regie)
- 1998: Kubanisch rauchen (Regie, Buch, Schnitt, Produktion)
- 2000: Liebestod (Regie)
- 2002: Dienstreise – Was für eine Nacht (Regie, Buch)
- 2002: Der Solist – In eigener Sache (Regie)
- 2003: Der Solist – Kuriertag (Regie)
- 2003: Europe – 99€-films 2, Episode Alte Wäsche (Regie, Buch, Schnitt, Produktion)
- 2004: Wie krieg ich meine Mutter groß? (Regie)
- 2004: Bloch – Ein Fleck auf der Haut (Regie)
- 2004: Der Stich des Skorpion (Regie)
- 2005: In Sachen Kaminski (Regie)
- 2006: Nette Nachbarn küsst man nicht (Regie)
- 2007: Mütter Väter Kinder (Regie)
- 2007: Einsatz in Hamburg – Die letzte Prüfung (Regie, Buch)
- 2008: Polizeiruf 110 – Eine Maria aus Stettin (Regie)
- 2009: Polizeiruf 110 – Klick gemacht (Regie, Schnitt)
- 2011: Bella Block – Stich ins Herz (Regie, Buch)
- 2011: Tatort: Borowski und die Frau am Fenster (Regie)
- 2012: Lösegeld (Regie, Buch)
- 2012: Der Fall Jakob von Metzler (Regie)
- 2013: Mord in Eberswalde (Regie)
- 2013: Tatort: Gegen den Kopf (Regie, Buch)
- 2014: Zwei allein (Regie)
- 2015: Harter Brocken (Regie)
- 2015: Tatort: Das Muli (Regie)
- 2015: Tatort: Ätzend (Buch)
- 2016: Tatort: Hundstage (Regie)
- 2016: Wer aufgibt ist tot (Regie)
- 2016: Die Akte General (Regie)
- 2017: Am Ruder (Regie, Buch)
- 2018: Tatort: Déjà-vu (Buch)
- 2019: Tatort: Nemesis (Regie, Buch)
- 2020: Die Getriebenen (Regie)

## Auszeichnungen

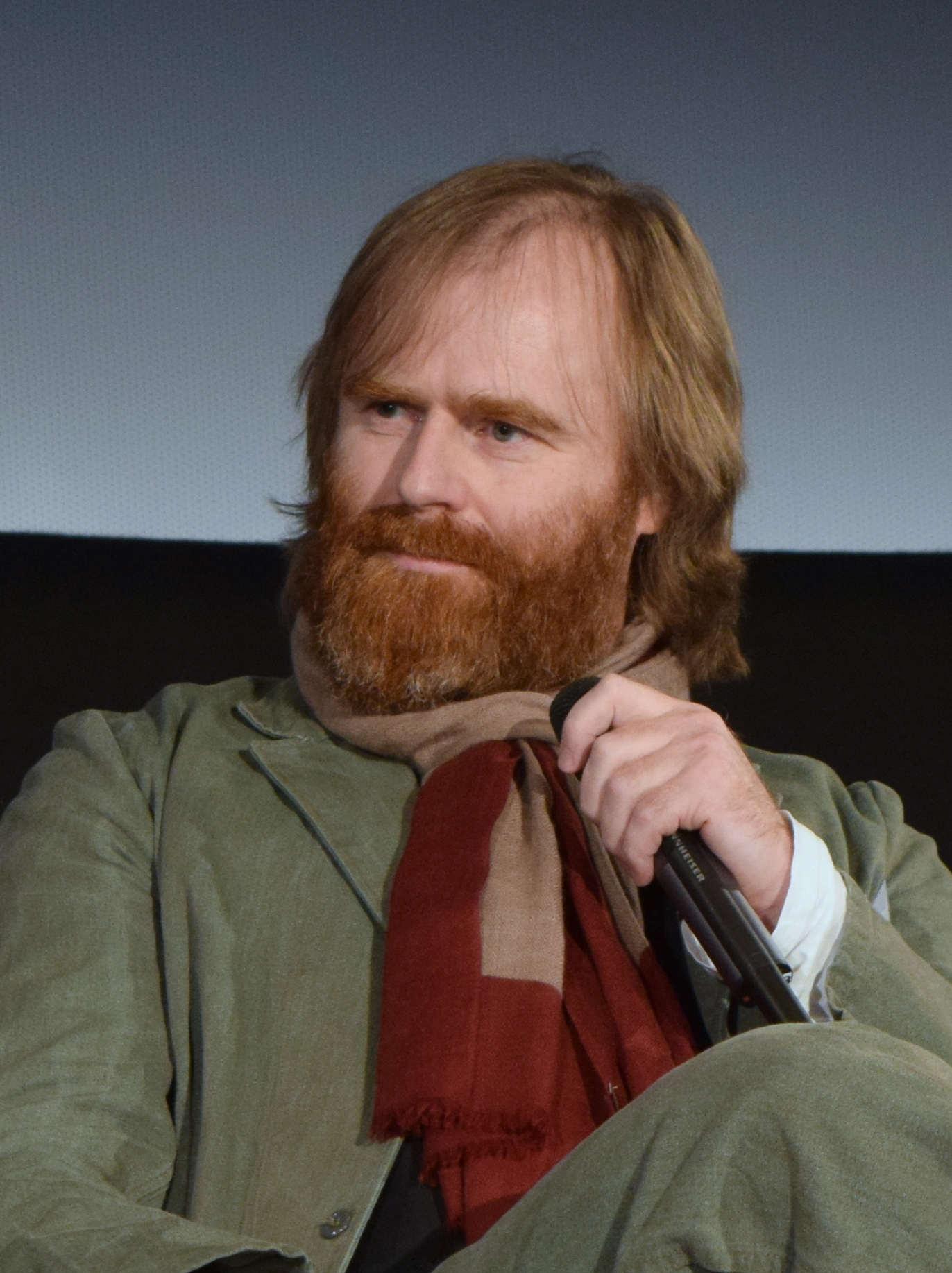
Stephan Wagner bei Symposium der Deutschen Akademie für Fernsehen 2015

- 1992: Kurzfilmpreis beim Festival des jungen europäischen Films in Potsdam für Sushi
- 1993: Goldenes Einhorn der Alpinale Bludenz für Großwildjagd
- 1995: Certificate of Merit des Golden Gate Film Festival in San Francisco für Nachtbus
- 1995: Produktionspreis beim International Golden Orange Short Film Festival in Antalya für Nachtbus
- 1997: Prix du jury des jeunes beim Internationalen Filmfestival von Locarno für Der Hausbesorger oder ein kurzer Film über die Ordnung
- 1997: Würdigungspreis des österreichischen Bundesministeriums für Wissenschaft und Verkehr für besondere künstlerische Leistungen beim Abschluss des Studiums
- 2000: ALIA-Preis des Filmfestivals Tbilisi für Kubanisch rauchen
- 2004: Adolf-Grimme-Preis für Dienstreise – Was für eine Nacht[4]
- 2005: Preis der Jugendjury beim Fernsehfilm-Festival Baden-Baden für In Sachen Kaminski, lobende Erwähnung der Hauptjury für Der Stich des Skorpion und In Sachen Kaminski
- 2006: Bobby Medienpreis der Lebenshilfe Deutschland für In Sachen Kaminski
- 2007: 3sat-Zuschauerpreis beim Fernsehfilm-Festival Baden-Baden für Einsatz in Hamburg – Die letzte Prüfung
- 2009: Goldener Gong für Polizeiruf 110 – Klick gemacht
- 2012: Deutscher Hörfilmpreis für Bella Block – Stich ins Herz
- 2012: Fernsehfilmpreis der Deutschen Akademie der Darstellenden Künste – Preis für Regie von Der Fall Jakob von Metzler
- 2013: Deutscher Fernsehkrimipreis für Mord in Eberswalde[5]
- 2013: Grimme-Preis für Der Fall Jakob von Metzler[6]
- 2013: Robert-Geisendörfer-Preis für Der Fall Jakob von Metzler[7]
- 2014: Grimme-Preis für Mord in Eberswalde[8]
- 2014: Gold World Medal für Mord in Eberswalde bei den New York Festivals International TV & Film Awards
- 2014: Grand Prix, Golden Olive und Auszeichnung "Beste Regie" für Mord in Eberswalde beim International TV Festival Bar[9]
- 2020: Auszeichnung der Deutschen Akademie für Fernsehen in der Kategorie „Produzent“ für Die Getriebenen[10]